# Clytiomya sola
Clytiomya sola är en tvåvingeart som först beskrevs av Camillo Rondani 1861.  Clytiomya sola ingår i släktet Clytiomya och familjen parasitflugor. Inga underarter finns listade i Catalogue of Life.